# Johnius belangerii
Johnius belangerii és una espècie de peix de la família dels esciènids i de l'ordre dels perciformes.

## Morfologia
- Els mascles poden assolir 30 cm de longitud total.[4][5]

## Alimentació
Menja invertebrats, especialment cucs bentònics.

## Depredadors
A la Xina és depredat per Paralichthys olivaceus i Okamejei kenojei, i a Sud-àfrica per Hydroprogne tschegrava.

## Hàbitat
És un peix de clima tropical i demersal que viu fins als 40 m de fondària.

## Distribució geogràfica
Es troba des del Golf Pèrsic fins al Pakistan, l'Índia, Sri Lanka, les Índies Orientals i la Xina.

## Ús comercial
Es comercialitza fresc i en salaó.

## Observacions
És inofensiu per als humans.